# Bathyraja
Bathyraja is een geslacht van roggen uit de familie Arhynchobatidae (langstaartroggen). Het geslacht telt volgens FishBase 56 soorten. 

## Soorten
| - Bathyraja abyssicola (Gilbert, 1896) – Diepzeerog - Bathyraja aguja (Kendall & Radcliffe, 1912) - Bathyraja albomaculata (Norman, 1937) - Bathyraja aleutica (Gilbert, 1896) - Bathyraja andriashevi (Dolganov, 1983) - Bathyraja arctowskii (Dollo, 1904) - Bathyraja bergi (Dolganov, 1983) - Bathyraja brachyurops (Fowler, 1910) - Bathyraja caeluronigricans (Ishiyama & Ishihara, 1977) - Bathyraja chapmani Ebert et al., 2022 - Bathyraja cousseauae (Díaz de Astarloa & Mabragaña, 2004) - Bathyraja diplotaenia (Ishiyama, 1952) - Bathyraja eatonii (Günther, 1876) - Bathyraja fedorovi (Dolganov, 1983) - Bathyraja griseocauda (Norman, 1937) - Bathyraja hesperafricana (Stehmann, 1995) - Bathyraja interrupta (Gill & Townsend, 1897) - Bathyraja irrasa (Hureau & Ozouf-Costaz, 1980) - Bathyraja ishiharai (Stehmann, 2005) - Bathyraja isotrachys (Günther, 1877) - Bathyraja kincaidii (Garman, 1908) - Bathyraja leucomelanos (Iglésias & Lévy-Hartmann, 2012) - Bathyraja lindbergi (Ishiyama & Ishihara, 1977) - Bathyraja longicauda (de Buen, 1959) - Bathyraja maccaini (Springer, 1971) - Bathyraja macloviana (Norman, 1937) - Bathyraja maculata (Ishiyama & Ishihara, 1977) - Bathyraja magellanica (Philippi, 1902) | - Bathyraja mariposa (Stevenson, Orr, Hoff & McEachran, 2004) - Bathyraja matsubarai (Ishiyama, 1952) - Bathyraja meridionalis (Stehmann, 1987) - Bathyraja minispinosa (Ishiyama & Ishihara, 1977) - Bathyraja multispinis (Norman, 1937) - Bathyraja murrayi (Günther, 1880) - Bathyraja notoroensis (Ishiyama & Ishihara, 1977) - Bathyraja pacifica (Last, Stewart & Séret, 2016) - Bathyraja pallida (Forster, 1967) - Bathyraja panthera (Orr, Stevenson, Hoff, Spies & McEachran, 2011) - Bathyraja papilionifera (Stehmann, 1985) - Bathyraja peruana (McEachran & Miyake, 1984) - Bathyraja pseudoisotrachys (Ishihara & Ishiyama, 1985) - Bathyraja richardsoni (Garrick, 1961) - Bathyraja scaphiops (Norman, 1937) - Bathyraja schroederi (Krefft, 1968) - Bathyraja shuntovi (Dolganov, 1985) - Bathyraja smirnovi (Soldatov & Pavlenko, 1915) - Bathyraja smithii (Müller & Henle, 1841) - Bathyraja spinicauda (Jensen, 1914) - Bathyraja spinosissima (Beebe & Tee-Van, 1941) - Bathyraja taranetzi (Dolganov, 1983) - Bathyraja trachouros (Ishiyama, 1958) - Bathyraja trachura (Gilbert, 1892) - Bathyraja tunae (Stehmann, 2005) - Bathyraja tzinovskii (Dolganov, 1983) - Bathyraja violacea (Suvorov, 1935) |

De volgende drie soorten worden soms in dit geslacht geplaatst, maar worden tegenwoordig meestal in het geslacht Arctoraja geplaatst:
- Bathyraja parmifera (Bean, 1881)
- Bathyraja sexoculata Misawa, Orlov, Orlova, Gordeev & Ishihara, 2020
- Bathyraja simoterus (Ishiyama, 1967)